# Ростам-Раг
Ростам-Раг (перс. رستمراه) — село в Ірані, у дегестані Заліян, у бахші Заліян, шагрестані Шазанд остану Марказі. За даними перепису 2006 року, його населення становило 94 особи, що проживали у складі 22 сімей.

## Клімат
Середня річна температура становить 10,79°C, середня максимальна – 30,28°C, а середня мінімальна – -12,24°C. Середня річна кількість опадів – 293 мм.
| Клімат поселення                              | Клімат поселення | Клімат поселення | Клімат поселення | Клімат поселення | Клімат поселення | Клімат поселення | Клімат поселення | Клімат поселення | Клімат поселення | Клімат поселення | Клімат поселення | Клімат поселення | Клімат поселення |
| Показник                                      | Січ.             | Лют.             | Бер.             | Квіт.            | Трав.            | Черв.            | Лип.             | Серп.            | Вер.             | Жовт.            | Лист.            | Груд.            |                  |
| Середній максимум, °C                         | 5,40             | 7,46             | 11,74            | 18,48            | 23,72            | 28,59            | 30,20            | 30,28            | 25,09            | 18,79            | 11,96            | 6,47             |                  |
| Середня температура, °C                       | −3,43            | −1,34            | 2,92             | 9,64             | 14,90            | 19,77            | 24,22            | 24,32            | 19,12            | 12,81            | 5,99             | 0,52             |                  |
| Середній мінімум, °C                          | −12,24           | −10,17           | −5,91            | 0,83             | 6,09             | 10,95            | 18,26            | 18,34            | 13,16            | 6,84             | 0,02             | −5,45            |                  |
| Норма опадів, мм                              | 46               | 38               | 53               | 39               | 35               | 8                | 1                | 1                | 1                | 5                | 26               | 40               |                  |
| Середньомісячна швидкість вітру, м/с          | 1.29             | 2.02             | 2.62             | 2.78             | 2.46             | 2.39             | 2.32             | 2.28             | 2.24             | 2.06             | 1.86             | 1.30             |                  |
| Середньомісячна сонячна радіація, кДж/м²·день | 9467             | 12539            | 15166            | 18389            | 22508            | 27049            | 25996            | 24218            | 21379            | 15904            | 11187            | 9221             |                  |
| --------------------------------------------- | ---------------- | ---------------- | ---------------- | ---------------- | ---------------- | ---------------- | ---------------- | ---------------- | ---------------- | ---------------- | ---------------- | ---------------- | ---------------- |
| Джерело:                                      |                  |                  |                  |                  |                  |                  |                  |                  |                  |                  |                  |                  |                  |